# Cuora trifasciata
La tartaruga scatola cinese trifasciata (Cuora trifasciata Bell, 1825) è una rarissima specie di tartaruga della famiglia dei Geoemididi.

## Descrizione
Il carapace raggiunge i 200 mm, ha una forma appiattita ed è caratterizzato da tre fasce nere longitudinali che decorrono sulle rispettive carene (una vertebrale e due laterali). Il piastrone è quasi interamente nero, con una bordatura gialla di diverso spessore; gli scuti anali presentano un'intaccatura. La testa, stretta e appuntita, è gialla o verde-oliva superiormente; una banda giallo-arancio è situata nella regione post-orbitale e timpanica; alcune linee nere si dipartono dalle narici, delimitano la banda post-orbitale e si ricongiungono posteriormente; la gola è rosa-arancio. I maschi sono riconoscibili dal margine posteriore del piastrone leggermente dentato e dalla coda relativamente più lunga.

## Distribuzione e habitat
Specie originaria della Cina meridionale (province di Fujian, Guangdong, Guangxi, Hainan, Hong Kong), del Laos e del Vietnam settentrionale. È una testuggine semi-acquatica che si rinviene in foreste e boschi collinari e pre-montani ricchi di torrenti e ruscelli. La distribuzione altitudinale va da 50 a 400 m s.l.m.

## Biologia
È una specie onnivora che si nutre di frutta, invertebrati e piccoli vertebrati acquatici. In cattività si riproduce in primavera, maschi aggressivi e femmine che depongono 2-6 uova, lasciate ad incubare in un nido per quasi tre mesi.

## Conservazione
Lo status di questa specie è critico. Le popolazioni naturali sono in forte declino a causa dell'eccessivo prelievo. C. trifasciata è, infatti, ambita dai terraristi e fortemente richiesta per le sue presunte proprietà medicinali. A questo si aggiungono i noti problemi riguardanti il commercio alimentare, l'alterazione e la perdita di habitat.